# Hesperochroa polygrapha
Hesperochroa polygrapha is een vlinder uit de familie spinneruilen (Erebidae). De wetenschappelijke naam is voor het eerst geldig gepubliceerd in 1964 door Berio.
De soort komt voor in tropisch Afrika.